# 維拉柳西塔山
16°3′5″S 68°17′49″W / 16.05139°S 68.29694°W
維拉柳西塔山（Wila Lluxita），是玻利維亞的山峰，位於該國西部拉巴斯省，屬於安第斯山脈中玻利維亞瑞阿爾山脈的一部分，海拔高度5,524米。